# 자비출판
자비출판(自費出版)은 책을 비롯한 어떠한 미디어에서 저자가 직접 비용을 내고 출판하는 것을 의미한다. 상업적인 출판과 유통 경로, 판매 부수를 확보하는 것이 어렵지만, 자유롭게 컨텐츠를 출판 할 수 있는 것이 특징이다. 최근에는 인터넷을 통해 출판하는 경우도 많다. 구체적인 예로는 취미로 만든 그림책이나 자서전 등의 출판에 이용될 수 있다.
| 학술논문의 경우는 다르다. 논문 출판 준비 시 측정된 예산으로 비용이 발생될 수 있다. 하지만 출판된 논문의 경우 오픈 엑세스라는 플랫폼을 통해 무료로 읽을수 있다. 그러나 일부 오픈 엑세스 플랫폼에서는 비용을 추가적으로 부과하는 경우가 있어 연구자들 사이에 우려를 불러 일으켰다. |

## 같이 보기
- 대안언론
- 독립 음악
- 사미즈다트
- 온라인 소설